# 송정애
송정애(1974년 ~ )은 대한민국의 TBS 교통방송 아나운서다.

## 학력
한국외대 불어과 졸업

## 수상
2010 한국아나운서대상 라디오진행상

## 경력
1997~2000 PSB(현KNN) 
2000~     TBS 아나운서